# Carlos Duarte Costa
Carlos Duarte Costa (ur. 21 lipca 1888 w Rio de Janeiro, zm. 26 marca 1961 w Rio de Janeiro) – brazylijski duchowny katolicki, biskup Botucatu w latach 1924–1937, biskup tytularny Maura w latach 1937–1961, ekskomunikowany przez papieża Piusa XII w 1945 roku. Założyciel i prymas Brazylijskiego Katolickiego Kościoła Apostolskiego.

## Życiorys
Doktor teologii Papieskiego Uniwersytetu Gregoriańskiego w Rzymie. Wieloletni sekretarz biskupa Uberaba, Eduardo Duarte da Silva, którego był siostrzeńcem. Od 1924 roku biskup ordynariusz diecezji Botucatu. Od lat trzydziestych XX wieku przeciwnik polityki prezydenta Brazylii, Getúlio Vargasa. Krytyk nauki społecznej Kościoła katolickiego oraz ustroju Kościoła rzymskokatolickiego.
W trakcie wizyty ad limina w 1936 roku przedstawił papieżowi Piusowi XI żądanie daleko idących modernistycznych zmian w Kościele, tj.: wprowadzenia liturgii w językach narodowych, udzielania laikatowi komunii pod obydwoma postaciami, stałego diakonatu dla żonatych mężczyzn, zniesienia spowiedzi usznej, akceptacji rozwodów, zniesienia celibatu, wybierania biskupów przez wiernych celebracji, wprowadzenia Mszy „versus populi” (twarzą do ludzi) oraz utworzenia synodu zarządzającego Kościołem.
W 1937 roku zmuszony do dymisji z funkcji biskupa Botucatu. Mianowany biskupem tytularnym Maura. Osiadł w Rio de Janeiro gdzie znalazł protektora w osobie kardynała Sebastião Leme da Silveira Cintra. W czasie II wojny światowej opowiadał się za lustracją wśród duchownych brazylijskich pochodzenia niemieckiego i włoskiego oskarżając ich o sympatyzowanie z faszyzmem i nazizmem.
W 1944 roku aresztowany i więziony w Belo Horizonte za poglądy komunistyczne.
W 1945 roku oskarżył Kurię Rzymską o udzielanie pomocy hitlerowskim zbrodniarzom wojennym w ich ucieczce z Europy.
Ekskomunikowany przez papieża Piusa XII w 1945 roku założył narodowy Brazylijski Katolicki Kościół Apostolski oparty na ustroju episkopalno-synodalnym. W latach 1948–1961 doprowadził do legalizacji prawnej swojego Kościoła w Brazylii oraz stworzenia sieci diecezji i parafii misyjnych wspólnoty w Ameryce Łacińskiej.
Po śmierci został uznany przez Brazylijski Katolicki Kościół Apostolski świętym.